# Szlarnik japoński
Szlarnik japoński (Zosterops japonicus) – gatunek małego ptaka z rodziny szlarników (Zosteropidae). Zasiedla wyspy Azji Wschodniej oraz Półwysep Koreański. Nie jest zagrożony wyginięciem.

## Systematyka
Systematyka Z. japonicus jest na razie kwestią sporną. W wersji 9.1 swojej listy ptaków Międzynarodowy Komitet Ornitologiczny (IOC) połączył taksony Z. japonicus i Z. montanus (szlarnik górski) w jeden gatunek oraz wyodrębnił podgatunki simplex i hainanus wraz z trzema innymi podgatunkami (wydzielonymi z innych gatunków) do osobnego gatunku Z. simplex (szlarnik chiński). Wydzielenie Z. simplex zostało zaakceptowane m.in. przez IUCN i autorów Kompletnej listy ptaków świata, jednak według tych ostatnich połączenie Z. japonicus i Z. montanus w jeden gatunek może być przedwczesne i potrzeba dalszych kompleksowych badań. W ujęciu systematycznym stosowanym przez autorów Kompletnej listy ptaków świata do Z. japonicus należą następujące podgatunki:
- Z. japonicus japonicus – południowy Sachalin, Japonia, wybrzeża Korei Południowej.
- Z. japonicus stejnegeri – Wyspy Izu na południe po Minami Tori-shimę.
- Z. japonicus alani – Iwo Jima (Wyspy Kazan).
- Z. japonicus insularis – północne Wyspy Riukiu.
- Z. japonicus loochooensis – Wyspy Riukiu z wyjątkiem północnej części.
- Z. japonicus daitoensis – Wyspy Daitō.

Proponowany podgatunek yesoensis, opisany z Hokkaido, został uznany za synonim podgatunku nominatywnego.

## Morfologia

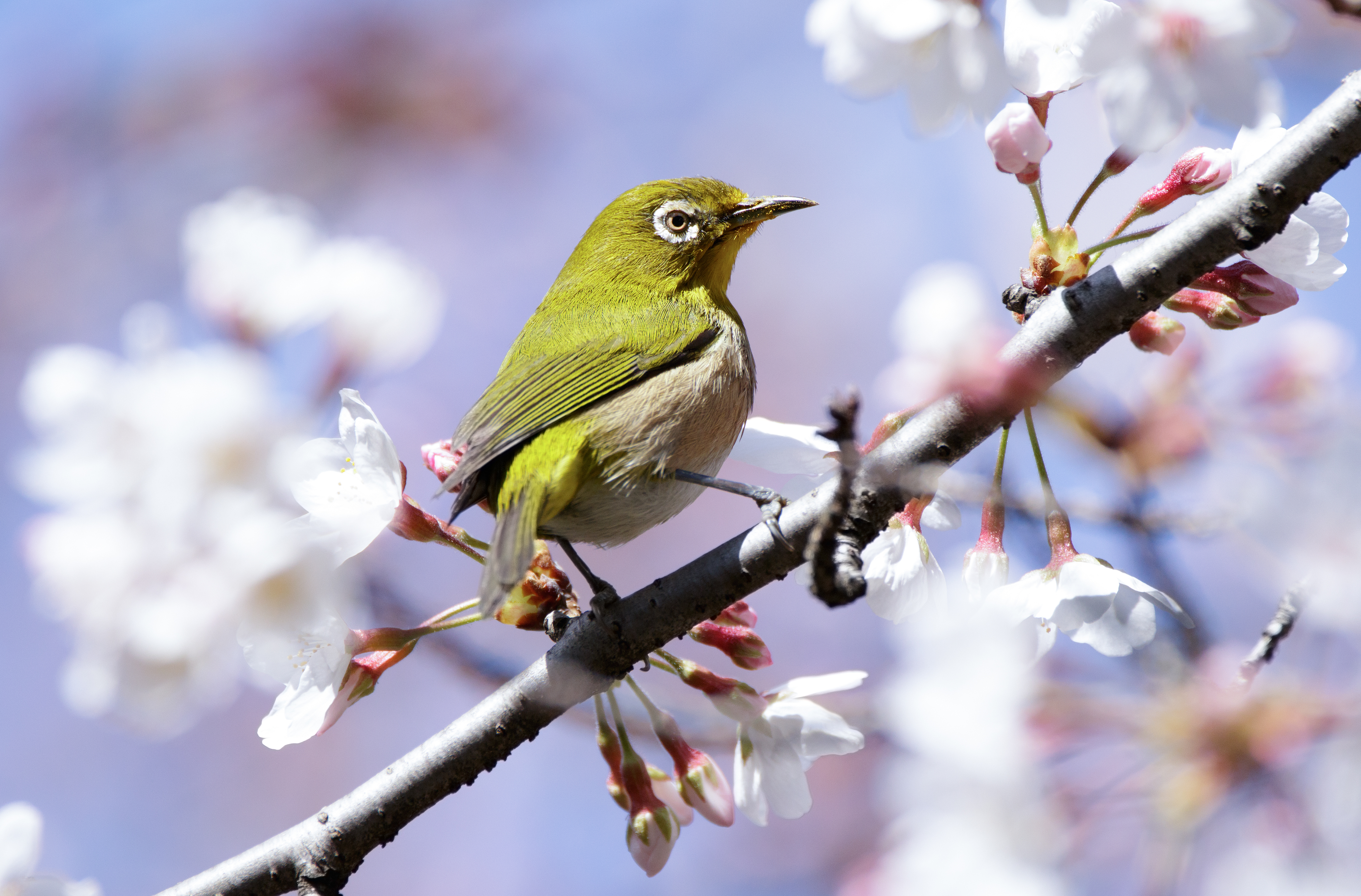
Szklarnik japoński w Parku Tennōji w Osace

CharakterystykaDość długi, zagięty czarny dziób.
Wymiary
- długość ciała: 10–12 cm
- rozpiętość skrzydeł: 15–17 cm
- masa ciała: 10–18 g

## Ekologia
PożywienieZazwyczaj małe owady, czasami nektar.
LęgiNajprawdopodobniej wyprowadza 2 lęgi w roku. Znosi 2–5 jaj.

## Status
IUCN uznaje szlarnika japońskiego za gatunek najmniejszej troski (LC, Least Concern), od 2019 roku stosuje jednak szersze ujęcie systematyczne, czyli wraz z podgatunkami zaliczanymi wcześniej do Z. montanus. Nie jest znana liczebność światowej populacji ani jej trend.